# 安川彰吉
安川 彰吉（やすかわ しょうきち、1946年11月25日 -）は、日本の経営者。愛知県出身。

## 経歴
1969年に東京大学工学部船用機械工学科を卒業し、同年にトヨタ自動車工業に入社。
1999年6月に取締役に就任し、2004年6月に豊田工機副社長に就任した。2006年6月に愛知製鋼副社長に就任し、2008年6月に社長を経て、2011年6月には会長に就任した。
2014年4月に藍綬褒章を受章。